# Rymdvolym

Rymdvolym är ett konstverk av Bengt Amundin i Fjärilparken vid Åkers kanal i Österåkers kommun.
Skulpturen är gjord i oslipad brons och placerad på en sockel av granit. Den är omgiven av en cirkulär stensättning med smågatstenar, som inbjuder till att gå runt om konstverket och betrakta det från olika vinklar.
Konstverket restes 1967, i en tid med stor nyfikenhet på rymdresor, men namnet kan också anspela på den skulpturala rymd som själva skulpturen med sina former ger upphov till.